# Людовик II Заїка
Людовик II Заїка або Недорікуватий (1 листопада 846 — 10 квітня 879) — король Аквітанії (Людовик III) в 866—879, король Західного Франкського королівства (Франції) в 877—879, король Провансу в 877—879 з династії Каролінгів. Син Карла II Лисого і Ірментруди Орлеанської.

## Біографія
За життя батька не раз повставав проти нього. У 856—866 роках Людовик був королем Нейстрії, а в 866 році отримав Аквітанію, але був цим незадоволений, тому що фактично правив Аквітанією граф Провансальський Бозон, улюбленець Карла II Лисого.
Після смерті батька 8 грудня 877 року, Людовик, єдиний з чотирьох синів Карла Лисого, який пережив батька, коронувався в Комп'єні. Новий король спробував «заручитися підтримкою всіх, кого тільки можна, роздаровуючи абатства, графства і все, що б кожен не попросив». Цим він викликав невдоволення частини аристократії, чиї землі роздаровував. Після важких і тривалих переговорів, король погодився на умови вельмож. Однак, Бернар, маркграф Готії, який правив на півдні Франції, і, за словами літописця, «вів себе ніби король», після смерті Карла Лисого не визнав коронації Людовіка Заїки, і підняв заколот (878). Зусиллями Гуго Абата, графа Провансу Бозона, Бернара Плантвелю і королівського камергера Теодоріха (Тьєррі) заколот був придушений, а Бернар Готський втратив більшу частину своїх володінь.

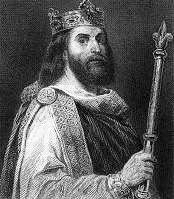
Людовик II Заїка

У тому ж 878 році Папа Іоанн VIII, якого гнобив герцог Сполетський Ламберт II, прибув у Західне Франкське королівство, щоб заручитися підтримкою короля і в свою чергу надати тому послугу, привівши до присяги його вельмож. Людовик тепло прийняв Папу в Труа, де Папа на церковному соборі засудив заколот Бернара Готського, а потім 7 вересня 878 року коронував Людовика.
Однак на той час Людовик Заїка був тривалий час хворим. Його син Людовик III ось уже кілька місяців заміщав його за допомогою Бозона Провансальського і архікапеллана Гуго Абата. 10 квітня 879 Людовік Заїка помер на 33 році життя, побувши королем менше двох років. Він був похований у церкві св. Марії, яка була споруджена в Комп'єні за наказом Карла II Лисого та являла собою копію імператорської капели в Аахені. Людовик Заїка був першим із західних Каролінгів, похованим не в абатстві Сен-Дені, так як, добиваючись підтримки франкської аристократії при сходженні на престол, Людовик передав фамільне абатство Гозлену, майбутньому єпископу Парижа.

## Родина

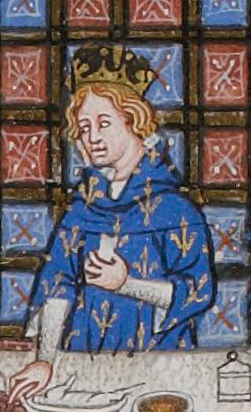
Людовик II Заїка

1 Дружина (з 862) — Ансгарда Бургундська (826—880), дочка графа Ардуіна Бургундського
Діти:
- Людовик III (863—882) — король Франції з 879
- Карломан II (866—884) — король Франції з 879
- Хільдегарда
- Гізела (869 —894) — чоловік: Роберт I (пом. лютий або жовтень 886), граф де Труа з 876

2 Дружина (з 875) — Аделаїда (Аеліс) Паризька (850/853—901), дочка пфальцграфа Адаларда
Діти:
- Ірментруда (875/878 — до 890) — чоловік: Вернер Іврейський (871—939)
- Карл III Простакуватий (879—929) — король Франції в 893—922